# Ludwig Jonas (Maler)

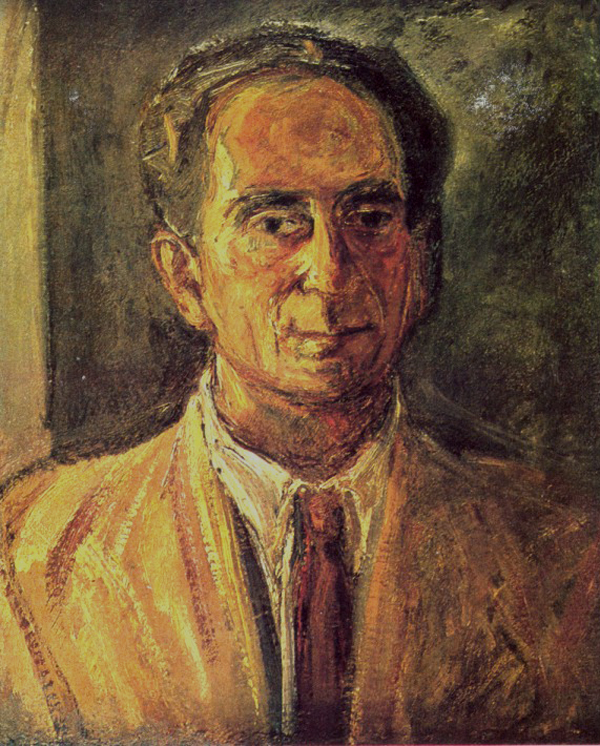
Selbstportrait Ludwig Jonas, 1939

Ludwig Alfred Jonas (* 1887 in Bromberg; † 1942 in Jerusalem) zählt zu den bedeutenden Berliner Impressionisten der 1920er-Jahre. Nach der Emigration 1933 und seinem frühen Tod 1942 ist das Werk des Künstlers in Vergessenheit geraten. Jonas war stark vom französischen Impressionismus beeinflusst (Vincent van Gogh und Paul Cézanne). Auf dieser künstlerischen Basis entwickelte er seinen individuellen Malstil, der eine intensive Auseinandersetzung mit aktuellen künstlerischen Strömungen  erkennen lässt (Neue Sachlichkeit und Expressionismus); im Unterschied zu den oft eher dunkel-erdfarbenen Farben in den Werken seines Vorbildes Max Liebermann und der meisten deutschen Impressionisten bevorzugte Jonas kräftige Farben und ein feines, gleichermaßen kontrastreiches wie wohl abgestimmtes Kolorit.

## Leben
Jonas studierte nach abgebrochenem Medizinstudium seit 1909 bei Emil Orlik (1870–1932) an der Berliner Kunstgewerbeschule. Diese galt als bedeutendste Reformschule Preußens, seit der Architekt und Designer Bruno Paul (1874–1968) im Jahr 1907 deren Leitung übernommen hatte. Zu den Schülern der Orlik-Klasse zählten u. a. Felix Nussbaum, George Grosz und Hannah Höch. Als Bruno Pauls Schule 1910 erstmals der Öffentlichkeit vorgestellt wurde, wählte Fritz Stahl in der „Berliner Architekturwelt“ eine Grafik von Jonas als Titelbild. Später war der Künstler auch einige Monate Schüler von Lovis Corinth und lebte 1912/13 in Paris.
Der Erste Weltkrieg bedeutete eine Zäsur, und erst Anfang der Zwanziger Jahre konnte Jonas wieder an seine frühen Erfolge anknüpfen. 1928 wurde er auf Vorschlag Erich Heckels Mitglied des Deutschen Künstlerbundes und noch im gleichen Jahr von Max Liebermann zur Frühjahrsausstellung der Akademie der Künste eingeladen, die er von nun an zweimal jährlich beschickte. Es folgten zahlreiche Frankreich-Reisen, wohin er 1933 emigrierte um sich ab 1935, bereits schwer krank, in Jerusalem niederzulassen. 1938 hatte er eine große Ausstellung in Tel Aviv. 1942 verstarb Ludwig Jonas in Jerusalem.
Werke des Künstlers sind u. a. im Besitz des Staates Israel (in der Washingtoner Botschaft hängt seine Stadtlandschaft King George Ave. in Jerusalem von 1939), im Salzburger Museum Kunst der Verlorenen Generation und in der Berlinischen Galerie (Landesmuseum für Moderne Kunst, Fotografie und Architektur).

## Darstellung Jonas in der bildenden Kunst
- Helmut Ruhemann (1893 – 1973): Porträt Ludwig Jonas (Öl auf Leinwand, 60 × 70 cm, um 1912; Museum Kunst der Verlorenen Generation – Sammlung Böhme. Salzburg)[3]

## Werke
- Dampfer im Hafen (Öl auf Leinwand, 1928; 69 × 77,5 cm; Berlinische Galerie)
- Schleppkähne auf dem Kanal mit Brücke (Öl auf Leinwand, 1928; 71 × 86 cm; Berlinische Galerie)
- Selbstportrait, entstanden 1939 in Jerusalem, Öl auf Leinwand, 60 × 42 cm
- Schleppkähne auf einem Berliner Kanal, 1929, Öl auf Leinwand, 59 × 71 cm
- Atelierstilleben (im Atelier des Künstlers), um 1930, Öl auf Leinwand, 90 × 61 cm
- Netzspinnende Fischer auf Korfu 1938, Aquarell 31 × 46 cm